# Géospize olive
Certhidea olivacea
Espèce
Statut de conservation UICN

 VU A2bce+3bce+4bce; B1ab(iii,v) : Vulnérable
Le Géospize olive (Certhidea olivacea) est l'une des espèces de passereaux plus connues sous le nom de pinsons de Darwin. Elle appartient à la famille des Thraupidae.

## Répartition
Il est endémique des îles Galapagos en Équateur.

## Sous-espèces
Selon la classification de référence du Congrès ornithologique international (14.2. 2024) cet oiseau est réparti en sept sous-espèces :
- Certhidea olivacea becki Rothschild, 1898 — nord ;
- Certhidea olivacea mentalis Ridgway, 1894 — île Genovesa ;
- Certhidea olivacea fusca Sclater & Salvin, 1870, 1837 — nord ;
- Certhidea olivacea luteola Ridgway, 1894 — île San Cristóbal ;
- Certhidea olivacea bifasciata Ridgway, 1894 — île Santa Fé ;
- Certhidea olivacea cinerascens Ridgway, 1890 — île Española ;
- Certhidea olivacea ridgwayi Rothschild & Hartert, 1899 — île Floreana.